# 静岡県立浜松北高等学校
静岡県立浜松北高等学校（しずおかけんりつ はままつきたこうとうがっこう）は、静岡県浜松市中央区広沢に所在する県立高等学校。

## 設置学科
- 全日制課程
  - 普通科
  - 国際科
- 定時制課程
  - 普通科

## 概要
1894年に静岡県尋常中学校浜松分校として創立した公立高校である。校訓は特になく、「自主独立」の精神を養い、個性を伸長する。制服は男子は詰襟学生服、女子は紺ジャケット、スカート、ベスト。「北高」（浜松地区）「浜松北高」「浜北」（浜松地区以外）と呼ばれることが多い。また、1年間の前半を「動の時期」、後半を「静の時期」と区別し、勉学と行事に明確なメリハリをつけている。「動の時期」では学校祭・合唱大会・うんどう会などの学校行事が盛んに行われている。
校歌
「春は三月」。児山敬一作詞、諸井三郎作曲。
校歌のほかに生徒の歌「大地に萌ゆるもの」（清水みのる作詞、木下忠司作曲）がある。ゆるやかな校歌に対してこちらはテンポが速く、活発な印象。式典では校歌、生徒会行事では生徒の歌を歌うことが多い。
沿革
- 1894年（明治27年） - 静岡県尋常中学校浜松分校として創立。
- 1901年（明治34年） - 静岡県立浜松中学校となる。
- 1924年（大正13年） - 静岡県立浜松第一中学校と改称する。
- 1936年（昭和11年）5月10日 - この日おこなわれた運動会で配布された大福餅による食中毒事件が発生。生徒およびその家族等2,116人が発症、44人が死亡した（浜松市史[1]による数。『文春オンライン』の記事では発症者2,296名）[2]。一年後に校庭に建立された慰霊碑が現存する。
- 1948年（昭和23年） - 静岡県立浜松第一高等学校となる。通信制課程および夜間定時制課程を併置。
- 1949年（昭和24年） - 静岡県立浜松北高等学校と改称する。
- 1961年（昭和36年） - 通信制課程を静岡県立静岡城北高等学校に統合。
- 1991年（平成3年） - 国際科を設置。

## 学校行事
全日制課程における主な学校行事を掲載する。
| 4月 入学式 6月 学校祭 7月 合唱大会 | 9月 うんどう会 2〜3月 ニュージーランド研修(国際科) 3月 卒業式 |

## 生徒会活動、部活動など
生徒会活動
通常の生徒会活動は生徒会執行部が行う。行事活動には別に有志による運営委員会を発足させ、立案から実行までを行う。
應援團
浜松北高には、常設の應援團があり、冬を含めた1年間を通して活動を行う。団員は詰襟学生服に身を包み、技を競ったり校歌等を歌ったりして応援する。夏の野球応援を中心に活動し、他の部から要請があれば、試合会場に行き応援することがある。応援団は評議委員会によって定められた團則に沿って活動している。
運動部
- 洋弓部
- 空手部
- 剣道部
- サッカー部
- 山岳部
- 柔道部
- 水泳部 - インターハイ3回総合優勝。
- （体操部-2009年廃部）
- 卓球部
- 硬式テニス部
- バスケットボール部
- バレーボール部
- 漕艇部 - 第1回全国選抜高校ボート大会(1990年3月)男子舵付きフォア優勝。第33回全国選抜高校ボート大会(2022年3月）および2022年度全国高校総体ボート競技(2022年8月）女子シングルスカル優勝。
- 陸上部‐ 西部高校新人陸上男子総合優勝　(2022年)
- 野球部 - 第25回・第41回選抜高等学校野球大会に出場した。
- （軟式野球部-2002年廃部）

文化部
- 囲碁部
- 英語ディベート部
- 演劇部
- 音楽鑑賞部
- 合唱部
- 軽音楽部
- 茶華道部
- 写真部
- 将棋部
- 書道部
- 新聞部
- 吹奏楽部
- 数学部
- 生物部
- 地学部 - ISEF2008アトランタ大会で入賞した[3]。2000年には日本学生科学賞内閣総理大臣賞（全国優勝）を獲得している[4]。
- 美術部
- 百人一首部 - 2002年の全国高等学校小倉百人一首かるた選手権大会で優勝。
- 物理・化学部 - 通称BKB
- 放送部 - NHK杯全国高校放送コンテストでの入賞経験がある[5]。2008年度には静岡県からの出場者の中で数年ぶりとなるアナウンス・朗読各部門全国大会準決勝進出経験があり、ラジオドラマ・ラジオドキュメントなどの番組制作部門でもほぼ毎年全国大会に出場している。
- ダンス愛好会
- （園芸部-活動停止状態）
- クイズ研究会

## 進路状況
| 国公立大学   |      | 私立大学     |       |
| ------------ | ---- | ------------ | ----- |
| 東京大学     | 11名 | 早稲田大学   | 48名  |
| 京都大学     | 15名 | 慶應義塾大学 | 23名  |
| 一橋大学     | 3名  | 上智大学     | 10名  |
| 東京科学大学 | 3名  | 東京理科大学 | 44名  |
| 北海道大学   | 13名 | 明治大学     | 65名  |
| 東北大学     | 7名  | 立教大学     | 17名  |
| 名古屋大学   | 14名 | 法政大学     | 24名  |
| 大阪大学     | 15名 | 中央大学     | 22名  |
| 九州大学     | 3名  | 青山学院大学 | 14名  |
| 神戸大学     | 11名 | 同志社大学   | 58名  |
| 静岡大学     | 19名 | 関西学院大学 | 21名  |
| 浜松医科大学 | 18名 | 立命館大学   | 108名 |

## 著名な関係者
出身者
政治・官僚
- 大倉真隆（元大蔵事務次官、後に大阪・今宮中学へ転校）
- 岡本充功（衆議院議員・医師・医学博士）
- 鈴木哲（駐イタリア大使、元外務省総合外交政策局長、元IAEA事務局長特別補佐官）
- 垣見隆（元警察庁刑事局長、元警察大学校長）
- 影山剛士（湖西市長、元財務官僚）
- 北脇保之（元浜松市長、元衆議院議員、元自治官僚）
- 鈴木望（元衆議院議員、元磐田市長、元厚生官僚）
- 鈴木康友（静岡県知事、元浜松市長、元衆議院議員）
- 中野祐介（浜松市長、元北海道副知事）
- 三上元（元湖西市長、元全西友労組中央執行副委員長、湖西市議会議員）
- 山下善彦（元参議院議員、元静岡県議会副議長）
- 山﨑真之輔（元参議院議員）

法曹
- 渥美雅子（女性弁護士の草分け。1959年卒。中大法卒）
- 細井為行（弁護士、元警察官僚。中大法卒）

学術（教授職 以上）
- 渥美東洋（法学者、中央大学、名誉教授）
- 有馬朗人（物理学者、元東京大学総長 元文部大臣）
- 内田龍男（電子工学者、東北大学、名誉教授、元日本液晶学会会長、元映像情報メディア学会会長、日本学士院賞）
- 大薗恵美（経営学者、一橋大学、教授、トヨタ自動車取締役、ローソン取締役）
- 太田雅晴（経営工学者、大阪市立大学、名誉教授、元日本情報経営学会会長）
- 大貫隆（宗教学者、東京大学、名誉教授）
- 岡部洋一（工学者、東京大学、名誉教授、放送大学第7代学長）
- 加藤淳子（政治学者、東京大学、教授）
- 刈屋武昭（経済学者、一橋大学、名誉教授、元京都大学金融工学研究センター長・教授）
- 木下直之[7]（美術史家、東京大学、教授）
- 小山真人（火山学者、静岡大学防災総合センター副、センター長、同大学教育学部教授）
- 坂本太郎（歴史学者、東京大学、教授、文化勲章）

経済
- 河合滋（元河合楽器製作所会長）
- 川上浩（元ヤマハ社長）
- 西松遙（元日本航空社長）
- 橋本元一（元NHK会長、元アジア太平洋放送連合会長）
- 南壮一郎（ビズリーチ創業者・社長）
- 山口聡（カゴメ社長）

文化・芸能
- 青島三郎（画家）
- 青嶋達也（フジテレビアナウンサー）
- 石森則和（文化放送記者）
- 伊藤康英（作曲家）
- 井上靖（作家、後に沼津中学へ転校）
- 上原ひろみ（ジャズピアニスト）
- 大澄賢也（ダンサー、俳優、タレント）
- 河合尚市（指揮者）
- 川合千里（フリーアナウンサー）
- 木下忠司（作曲家）
- 木村綾子（ファッションモデル、作家、随筆家）
- 清川泰次（洋画家）
- 窪田篤人（脚本家）
- 小泉吉宏[7]（漫画家）
- 小島ケイタニーラブ（ミュージシャン）
- 菰田玲子（元テレビ静岡アナウンサー）
- 櫻井浩二（RKB毎日放送アナウンサー）
- さくら剛（作家）
- 佐野祐子（中京テレビアナウンサー）
- 澤井信一郎（映画監督）
- 清水みのる（作詞家）
- 須川展也（クラシックサックス奏者）
- 鈴木光司（作家）
- 鈴木重子（ジャズボーカリスト）
- 鈴木のりたけ（絵本作家、小学館児童出版文化賞）
- 高柳克弘（俳人）
- 塚本直毅（お笑い芸人 （ラブレターズ））
- 豊島圭介（映画監督）
- 夏目みな美（CBCテレビアナウンサー）
- 日髙大介（クイズ作家）
- 松坂彰久（長野朝日放送アナウンサー）
- 松野靖彦（NHKアナウンサー）
- 水谷陽介（元中京テレビアナウンサー）
- 水野仁輔（東京カリ〜番長調理主任）
- 宮本ゆみ子（フリーアナウンサー、元FM石川アナウンサー、元K-MIX、FM群馬パーソナリティ）
- 吉岡伸悟（東日本放送アナウンサー）

スポーツ
- 伊藤万喜三（元プロ野球選手）
- 遠藤忠二郎（元プロ野球選手）
- 杉本龍勇（バルセロナオリンピック陸上競技100m、4×100mリレー代表。法政大学准教授・清水エスパルスフィジカルコーチ・元浜松大学陸上競技部監督）
- 内田正練（アントワープオリンピック男子競泳代表。日本の競泳選手として初めて五輪に参加。）
- 宮崎康二（ロス五輪男子競泳100m自由形・800mリレー金メダリスト）
- 田畑政治（新聞記者、水泳指導者、元日本水泳連盟会長）

軍人
- 鈴木敬司（陸軍少将、南機関長）

## アクセス
- 路線バスは遠鉄バスが運行している。以下の路線に乗車[8]。

| 乗車停留所およびターミナル     | 路線名                                     | 下車停留所           |
| ------------------------------ | ------------------------------------------ | -------------------- |
| 浜松駅バスターミナル 1番ポール | 舘山寺線・大塚ひとみヶ丘線・大久保線       | 「浜松北高」 徒歩2分 |
| 浜松駅バスターミナル15番ポール | 気賀三ヶ日線・引佐線・奥山線               | 「浜松北高」 徒歩5分 |
| 浜松駅バスターミナル16番ポール | 高台線・都田線・和合西山線（浜松北高経由） | 「浜松北高」 徒歩5分 |
| 浜松医科大学                   | 葵町医大線                                 | 「浜松北高」 徒歩5分 |
| 常盤町（遠州病院駅）           | 浜松北高・浜松学院大学・浜商前行き         | 「浜松北高」 徒歩2分 |